# Milonite
La milonite è una roccia metamorfica che si rintraccia prevalentemente lungo una shear zone della crosta terrestre. 
La shear zone, o zona di taglio, è una fascia che separa due volumi di litosfera nella quale si ha un accumulo della deformazione; tale fascia deformata, dunque, permette i movimenti relativi dei volumi rocciosi. In superficie, la shear zone può proseguire con faglie, nelle quali si ha una perdita di coesione a causa della rigidità del materiale roccioso (si formano le cataclasiti, rocce triturate non metamorfiche) mentre nella shear zone (che avviene a 10 - 15 km di profondità, sotto l'isoterma 250 - 300 °C) la deformazione avviene duttilmente creando rocce particolarmente foliate, coesive, per l'appunto le miloniti. 

## Descrizione
Il termine milonite deriva dal greco Mulon, mulino. Le rocce coinvolte dalla deformazione subiscono, come in un mulino, una sorta di triturazione, ma poiché il fenomeno si verifica in condizioni duttili, a diversi kilometri dentro la crosta terrestre, e quindi in ambiente metamorfico, i minerali granulari ricristallizzano in individui di dimensioni più minute (come il quarzo che assume un aspetto nastriforme) mentre i minerali lamellari, come le miche, si orientano lungo piani paralleli tra loro rendendo evidente la foliazione milonitica. Minerali più rigidi come i feldspati invece, ruotano (come i porfiroclasti negli gneiss occhiadini).
La maggior parte degli eventi milonitici dà luogo a gneiss (striped gneiss, augen gneiss..), ma milonite non è sinonimo di gneiss poiché tali rocce possono formarsi anche per metamorfismo regionale per aumento di P o T in un evento orogenetico.
Le miloniti sono classificabili in base all'intensità della ricristalizzazione metamorfica. 
- Protomilonite: volume ricristalizzato tra il 10 - 50%.
- Milonite: volume ricristallizzato tra 50 - 90%.
- Ultramilonite: volume ricristallizzato > 90%.

I tre diversi tipi, oltre la maggiore quantità di volume deformato e ricristallizzato, mostrano una progressiva riduzione della grana (finissima e non risolvibile a occhio nudo nelle ultramiloniti) e un layering progressivamente più spinto.

## Fonti
- Atlas of Mylonites and related microstructures
- Guida geologica dell'Aspromonte